# 블루실 아이스크림
블루실 아이스크림(일본어: ブルーシールアイスクリーム, 영어: Blue Seal Ice Cream)은 일본 오키나와현를 중심으로 전개되고 있는 일본의 아이스크림 판매점 및 브랜드 이름이다. 경영 모체는 포모스트 블루실 주식회사(일본어: フォーモスト・ブルーシール株式会社, 영어: FOREMOST BLUESEAL, LTD)로, 도시의 다른 쇼핑몰과 관광 시설 등 곳곳에 진출해 있다.